# HMS Kelly (F01)
HMS Kelly (F01) là một soái hạm khu trục, chiếc dẫn đầu của lớp tàu khu trục K được Hải quân Hoàng gia Anh Quốc chế tạo vào cuối những năm 1930. Được đặt tên theo Thủy sư đô đốc Sir John Kelly (1871-1936), nó đã phục vụ trong Chiến tranh Thế giới thứ hai như là soái hạm của Chi hạm đội Khu trục 5, dưới quyền chỉ huy của Lord Louis Mountbatten tại vùng biển nhà, trong Chiến dịch Na Uy và tại Địa Trung Hải; cho đến khi bị không kích đánh chìm trong Trận Crete vào ngày 23 tháng 5 năm 1941.

## Thiết kế và chế tạo
Kelly được đặt hàng vào ngày 24 tháng 3 năm 1937 cho hãng Hawthorn Leslie and Company ở Hebburn trên sông Tyne, và được đặt lườn vào ngày 26 tháng 8 năm 1937. Nó được hạ thủy vào ngày 25 tháng 10 năm 1938 và nhập biên chế cùng Hải quân Hoàng gia vào ngày 23 tháng 8 năm 1939, chỉ 11 ngày trước khi xung đột nổ ra.

## Lịch sử hoạt động

### Vùng biển nhà (1939)
Vào xế trưa ngày 14 tháng 12 năm 1939, chiếc tàu chở dầu SS Atheltemplar trúng phải một quả mìn do tàu khu trục Đức rải ngoài khơi cửa sông Tyne. Kelly và chiếc tàu khu trục lớp Tribal HMS Mohawk được phái đi hộ tống cho các tàu kéo Great Emperor, Joffre và Langton. Trong khi hoạt động, Kelly cũng trúng phải một quả mìn và bị hư hại nặng lườn tàu. Trong khi Mohawk đưa một đội đổ bộ sang chiếc Atheltemplar, và Joffre cùng Langton kéo chiếc tàu chở dầu, bản thân Kelly được Great Emperor kéo quay trở về Tyne. Khi về đến cửa sông vào lúc nữa đêm, nó được các tàu kéo Robert Redhead và Washington trợ giúp đi ngược dòng. Nó được kéo đến xưởng tàu của hãng Hawthorn Leslie để sửa chữa, vốn kéo dài hơn ba tháng, và hoàn tất vào đầu tháng 3 năm 1940.
Đây là tai nạn không may thứ hai của Kelly, sau khi nó vừa quay trở lại hoạt động sau một tháng trong ụ tàu để sửa chữa những hư hỏng sau một cơn bão. Công việc sửa chữa hoàn tất vào ngày 28 tháng 2 năm 1940, nhưng nó lại mắc tai nạn va chạm với chiếc HMS Gurkha chỉ hai ngày sau đó, vào ngày 2 tháng 3, khiến phải mất thêm tám tuần trong ụ tàu, lần này là tại Thames. Nó ra khỏi ụ tàu vào ngày 27 tháng 4, vừa kịp lúc để tham gia vào việc triệt thoái lực lượng Đồng Minh khỏi Namsos.

### Chiến dịch Na Uy (1940)
Trong đêm 9-10 tháng 5 năm 1940, trong khuôn khổ Chiến dịch Na Uy, Kelly bị trúng ngư lôi phóng từ tàu phóng lôi E-boat S 31, dưới quyền chỉ huy của Đại úy Hải quân (Oberleutnant zur See) Hermann Opdenhoff. Bị hư hại nặng do trúng ngư lôi giữa tàu, nó được kéo bởi chiếc tàu kéo Great Emperor, và trong suốt bốn ngày đã bị các xuồng phóng lôi và máy bay đối phương tấn công trong lúc di chuyển với tốc độ 3 hải lý trên giờ (5,6 km/h). Nó được sửa chữa tại Hebburn và đưa trở lại vào hoạt động vào tháng 12 năm 1940. Con tàu chỉ phục vụ tổng cộng chưa đến hai tuần trong một giai đoạn kéo dài 14 tháng.
Kelly gia nhập trở lại Chi hạm đội Khu trục 5 vào tháng 12 năm 1940, và sau khi hoàn tất việc chạy thử máy và một số phục vụ tại khu vực eo biển Manch, nó cùng chi hạm đội lên đường đi sang Địa Trung Hải, đi đến Malta vào tháng 4 năm 1941.

### Địa Trung Hải (1941)

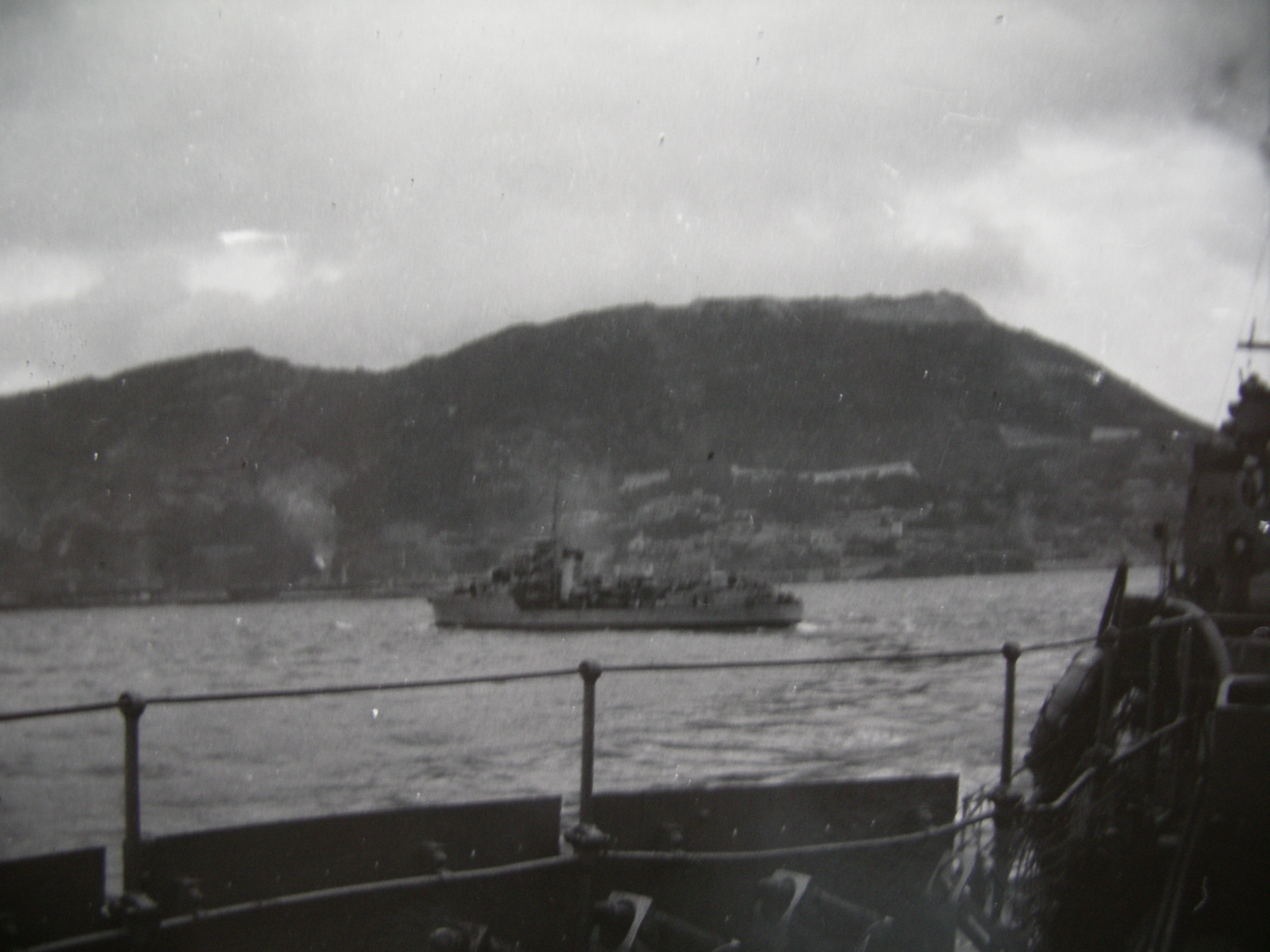
HMS Kelly tại Gibraltar, tháng 4 năm 1941

Vào tháng 4 năm 1941, Kelly gia nhập cùng Abdiel, Dido, Jackal, Jersey, Kashmir, Kelvin và Kipling tại Gibraltar để hình thành nên Lực lượng S, một đơn vị hộ tống để tăng cường cho Hạm đội Địa Trung Hải trong Chiến dịch Salient. Nó đi đến Malta vào ngày 28 tháng 4, và được bố trí cùng với chi hạm đội của nó để gia nhập Lực lượng K nhằm tấn công tàu bè phe Trục trên đường đi Bắc Phi.
Vào ngày 8 tháng 5, sau khi chiếc Jersey bị mất do trúng mìn, chi hạm đội rời Malta và gia nhập cùng Ajax, Dido, Orion và HMAS Perth để hộ tống các đoàn tàu vận tải tiếp liệu đi Ai Cập và Hy Lạp trong khuôn khổ Chiến dịch Tiger. Vào ngày 10 tháng 5, nó dẫn đầu các tàu khu trục bắn phá Benghazi trước khi quay trở về Malta. Vào ngày 21 tháng 5, nó được biệt phái đến Crete cùng Kashmir và Kipling để bắt đầu tuần tra về phía Bắc hòn đảo từ ngày 22 tháng 5.
Vào ngày 23 tháng 5, trong cuộc triệt thoái khỏi Crete, Kelly chịu đựng nhiều đợt không kích. Nó thành công trong việc bắn rơi một trong số những máy bay ném bom bổ nhào Junkers Ju 87 tấn công, cùng làm hư hại nặng một chiếc khác vốn bị rơi trên đường quay trở về căn cứ. Tuy nhiên cuối cùng Kelly bị trúng bom và bị đắm ở tọa độ 34°40′B 24°10′Đ / 34,667°B 24,167°Đ, với phân nửa số thành viên thủy thủ đoàn thiệt mạng.